# Sistemas de referencia presión-altitud
Los sistemas de referencia presión-altitud son los métodos utilizados para la obtención de la altura en aeronáutica, lo que permite una mejor localización de la aeronave.

## Deducción
Estos sistemas están basados en la fórmula de presión con respecto a la altura de la troposfera, que se deduce a partir de la ecuación de los gases ideales:
{\displaystyle p(z)=p_{0}{\Biggl (}1+\left({\frac {\lambda z}{T_{0}}}\right){\Biggr )}^{\left({\frac {-g_{o}}{R\lambda }}\right)}}
Donde:
- p(z) es una función que devuelve la presión en pascales dependiendo de la altura introducida en metros (z);
- p0 es la presión de referencia que será la que defina el sistema de referencia seleccionado;
- λ es una constante de proporcionalidad que en el sistema internacional equivale a -6,5·10-3 K/m;
- T0 es la temperatura expresada en kelvin a la altura considerada como z=0m, según el sistema de referencia seleccionado;
- g0 es un parámetro denominado gravedad estándar y es equivalente a la aceleración de la gravedad medida al nivel del mar promedio(~9,80665 m/s2);[1]
- R es la constate de los gases ideales (8,314472 J/(K·mol)).[2]

Los distintos sistemas de referencia dependen de la presión de referencia seleccionada y deben sus nombres a los códigos Q de señales.

## Sistemas de referencia

### QNH
En el sistema de referencia QNH la presión de referencia utilizada es la del nivel del mar en el lugar en que se encuentra la aeronave, es por ello que el 0 en altura se situará en el nivel del mar (la altura sobre el nivel del mar es denominada "altitud"). Esta presión de referencia será tomada de la estación meteorológica más cercana en cada momento, la razón de esto es que la presión a nivel del mar cambia según el lugar considerado. Este sistema de referencia es utilizado para vuelos a baja altitud ,o en las fases de aproximación y despegues.Dado que se vuela cerca del suelo,el QNH ofrece una mejor referencia de la altitud con respecto a la elevación del terreno.

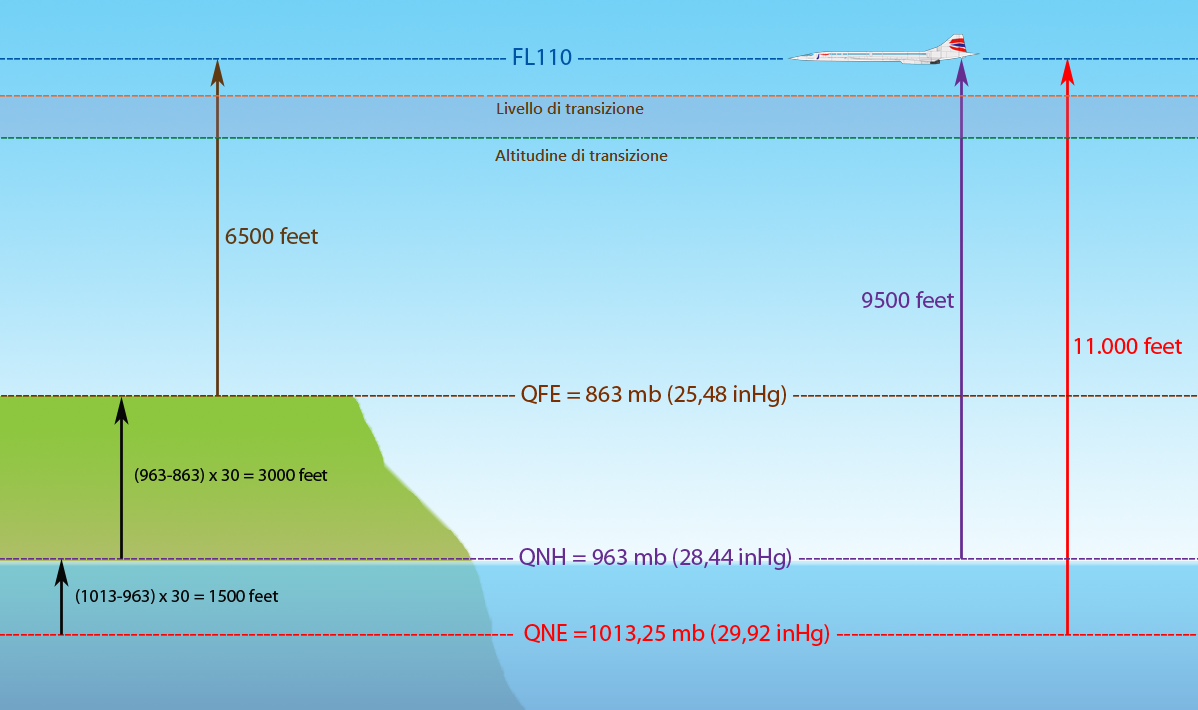
Imagen con los distintos sistemas de referencia representados.

### QNE
El sistema de referencia QNE establece la presión de referencia a una constante (independientemente del lugar en el que la aeronave se encuentre) que es equivalente a 101325Pa o 29,92inHg (aproximadamente una media entre todas las presiones tomadas a nivel del mar), esto se debe a que la diferencia de presiones entre zonas a cierta altitud se vuelve despreciable, facilitando así la tarea del piloto al no tener que estar modificando la presión de referencia como en el caso del QNH.
Este sistema coloca la altitud de 0m aproximadamente a nivel del mar, con ligeras variaciones dependiendo de la zona, y es usado generalmente a partir de los 6000 pies de altitud (1828,8m).

### QFE
En el sistema de referencia QFE la presión de referencia es tomada en el aeródromo, por tanto la altura de 0m se situará en la altitud del propio aeródromo. Este sistema se usa principalmente al realizar las aproximaciones, dado que ahorra hacer los cálculos de altura sobre la pista a los pilotos al situar el 0 en la propia pista en la que aterrizar. Fue ampliamente utilizado en la URSS y países de su esfera de influencia, aunque hoy en día está en desuso.

### QFF
El sistema de referencia QFF tiene como presión de referencia un valor obtenido por medio de aproximaciones, estas son realizadas tomando en cuenta las distintas estaciones meteorológicas cercanas y cálculos del comportamiento del aire.
La existencia de este sistema se debe a que en algunos lugares del planeta la estación meteorológica más cercana se encuentra a una distancia considerable, lo que causa que el cambio de presión sea bastante significativo y, por tanto, la altitud tenga un error de medición grande. Teniendo en cuenta los datos ofrecidos por varias estaciones que circundan a la aeronave se puede hallar un valor por medio de distintos cálculos, que suele ser más correcto que el que una sola daría.
Este sistema prácticamente no se usa hoy en día.